# Scharnhorst (1939)
El Scharnhorst fue un buque de guerra de la Kriegsmarine alemana durante la Segunda Guerra Mundial. Descrito tanto como acorazado como crucero de batalla, fue el cabeza de la Clase Scharnhorst, a la que también perteneció el Gneisenau. Recibió su nombre del general prusiano Gerhard von Scharnhorst y fue construido en los astilleros Kriegsmarinewerft de Wilhelmshaven, donde fue puesto en grada el 15 de junio de 1935 y botado un año y cuatro meses después, el 3 de octubre de 1936. Completado en enero de 1939, fue armado con una batería principal de nueve cañones C/34 de 280 mm en tres torretas triples, aunque había planes para reemplazar estas armas por seis cañones SK C/34 de 380 mm en torretas dobles.
El Scharnhorst y su gemelo Gneisenau operaron juntos durante la primera parte de la Segunda Guerra Mundial, en la que llevaron a cabo incursiones en el Atlántico para atacar los buques mercantes británicos. Durante su primera acción el Scharnhorst hundió el crucero mercante armado HMS Rawalpindi en un corto ataque. Junto a su buque gemelo, el Gneisenau participó en la Operación Weserübung, la invasión alemana de Noruega. Durante las operaciones frente a las costas del país nórdico, ambos buques atacaron al crucero de batalla HMS Renown y hundieron el portaaviones HMS Glorious. En el combate contra este último el Scharnhorst logró colocar uno de los disparos desde mayor distancia de toda la historia naval. 
A comienzos de 1942, tras repetidos bombardeos aéreos británicos sobre los puertos franceses en que estaban fondeados, los dos buques gemelos hicieron un rápido viaje diurno a través del canal de la Mancha desde la Francia ocupada hasta Alemania, denominado Operación Cerberus. A principio de 1943 el Scharnhorst se unió al acorazado Tirpitz de clase Bismarck en Noruega para interceptar los convoyes aliados con destino en la Unión Soviética. El Scharnhorst y numerosos destructores salieron de Noruega para atacar un convoy, pero los alemanes fueron localizados por patrullas navales británicas. Durante la Batalla de Cabo Norte, el acorazado británico HMS Duke of York y su escolta hundieron el Scharnhorst. Solo 36 hombres de una tripulación de 1968 pudieron ser rescatados de las aguas heladas del Mar del Norte.

## Construcción y características

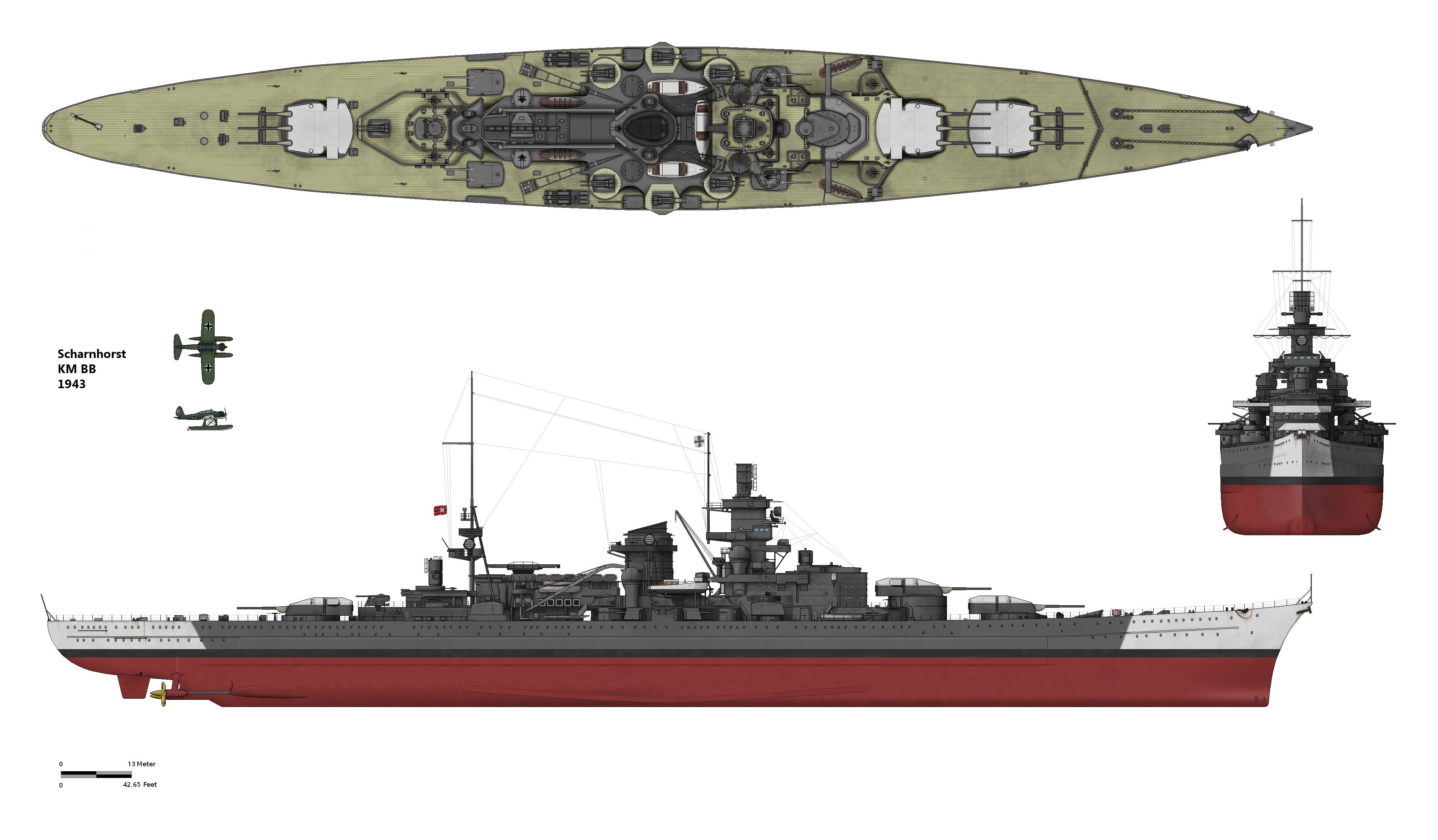
Dibujo del Scharnhorst con su configuración desde julio de 1942 a julio de 1943.

El Scharnhorst fue ordenado como Ersatz Elsass para reemplazar al viejo pre-dreadnought Elsaß, bajo el nombre de contrato «D». El astillero Kriegsmarinewerft de Wilhelmshaven recibió el encargo y allí fue puesta en grada su quilla el 16 de julio de 1935. El barco fue botado el 3 de octubre de 1936 en presencia de Adolf Hitler, el ministro de Guerra Generalfeldmarschall Werner von Blomberg y la viuda del capitán de navío Schultz, comandante del crucero acorazado SMS Scharnhorst que fue hundido en la Batalla de las islas Malvinas durante la Primera Guerra Mundial. Los trabajos de acondicionamiento siguieron a la botadura y se completaron en enero de 1939. El acorazado fue puesto en comisión en la flota el 9 de enero para sus pruebas de mar, donde se reveló la peligrosa tendencia del navío a embarcar considerables cantidades de agua con la mar embravecida, lo que inundaba la proa y dañaba los sistemas eléctricos de las torretas delanteras. Por ello, el buque hubo de regresar al dique seco para realizar profundas remodelaciones en su proa, entre las que se incluyó la sustitución de su roda recta original por una «proa Atlántica» redondeada. Durante esta reconstrucción se le instaló un cubilete o sombrero en la chimenea, junto con un hangar para los hidroaviones más amplio y el traslado más a popa del mástil principal. Las modificaciones se dieron por terminadas en noviembre de 1939, cuando el Scharnhorst estuvo finalmente operativo. Después de las modificaciones, estas le conferían al igual que su gemelo, una estilizada silueta.
El Scharnhorst desplazó 32 100 t estándar y un máximo de 38 100 t a plena carga. Su eslora era de 234,9 m, su manga de 30 m y el calado máximo de 9,9 m. Era impulsado por tres turbinas de vapor engranadas Brown, Boveri & Cie que entregaban un total de 165 930 CV (123 730 kW) y lo impulsaron a una velocidad máxima de 31,5 nudos en sus pruebas de velocidad. Su tripulación estándar fueron 56 oficiales y 1613 marineros, aunque en el transcurso de la guerra su número fue incrementado hasta los 60 y los 1780, respectivamente. Sirviendo como buque insignia de su escuadrón, el acorazado portó 10 oficiales y 61 marineros adicionales.
Fue armado con nueve cañones de 280 mm L/54, cinco dispuestos en tres torretas triples: dos hacia proa —Anton y Bruno— y una hacia popa —César—. Su batería secundaria consistió en doce cañones de 150 mm L/55, catorce cañones de 105 mm L/65 y dieciséis de 37 mm L/83, e inicialmente también diez cañones antiaéreos de 20 mm. El número de estos últimos fue incrementado más tarde hasta los treinta y ocho. Seis tubos lanzatorpedos de 533 mm, tomados de los cruceros ligeros Nürnberg y Leipzig, le fueron instalados bajo la línea de flotación en 1942.

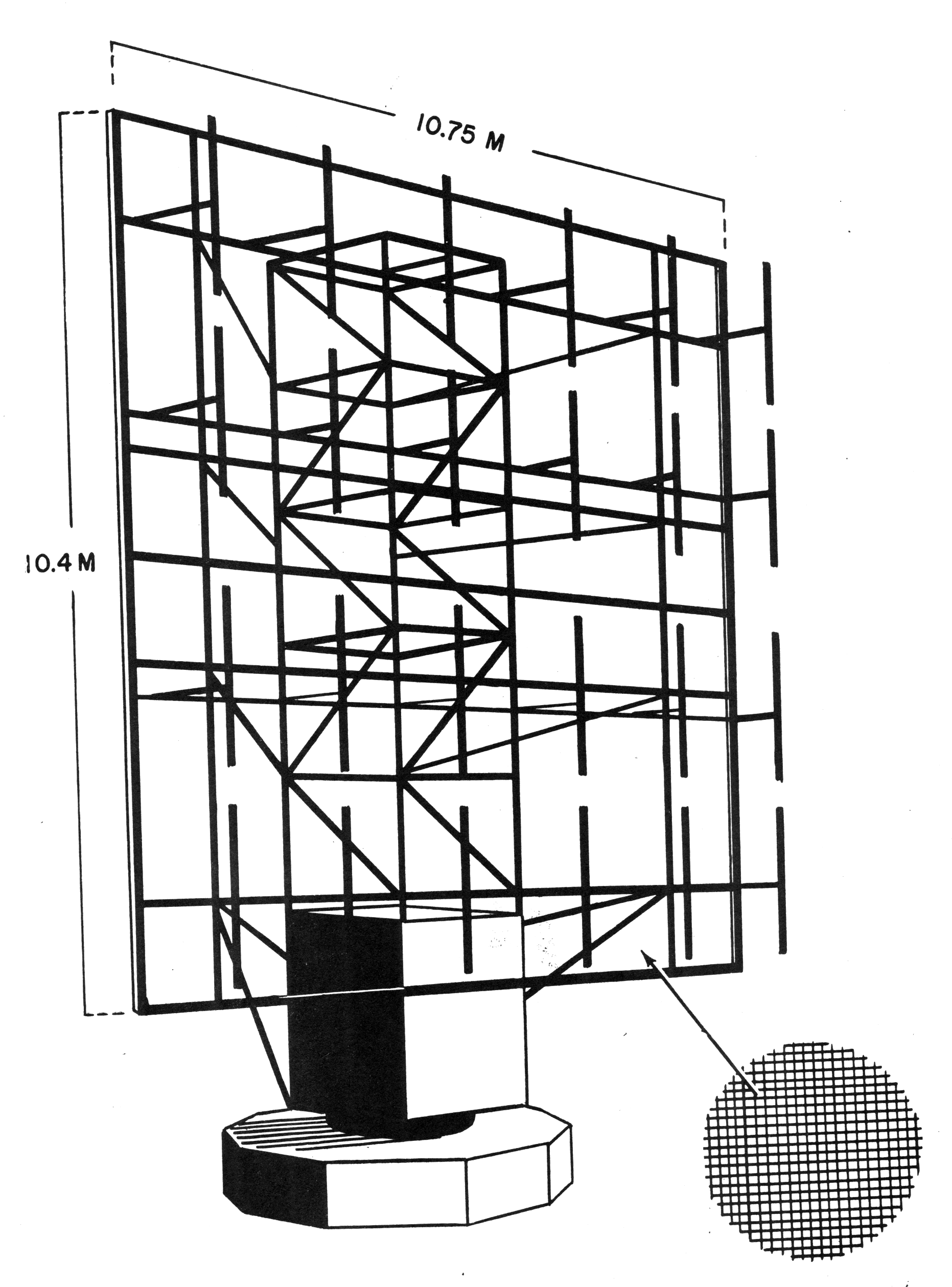
Antena de Radar Seetakt

Ambos buques estaban equipados con dos unidades de radar FuMG 38G Seetakt. Uno de ellos estaba montado en la cofa, adosado al director de tiro proel, que estaba ubicado en la parte superior del puente. El segundo conjunto de radar se colocó en el director de la batería principal popel. Los radares operaban a una frecuencia de 368 megaciclos (MHz.), inicialmente a 14 kW. Posteriormente, los equipos fueron modificados para operar a una potencia de 100 kW, en la longitud de onda de 80 cm (375 MHz) con más alcance.

## Historial de servicio

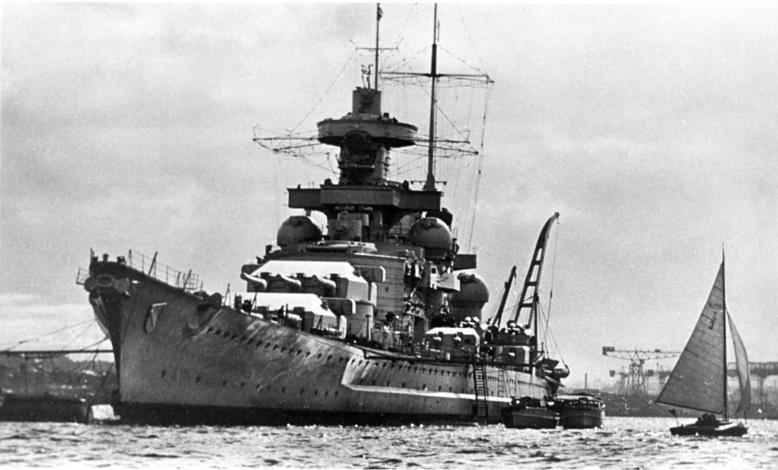
El Scharnhorst en puerto.

La primera operación del Scharnhorst dio comienzo el 21 de noviembre de 1939 y consistió en una patrulla en el área comprendida entre Islandia y las islas Feroe en compañía de su buque gemelo Gneisenau, el crucero ligero Köln y nueve destructores. La operación pretendía atraer unidades navales británicas para aliviar la presión sobre el crucero pesado Admiral Graf Spee, que estaba siendo perseguido por el Atlántico Sur. Dos días después, la flotilla germana interceptó el crucero auxiliar HMS Rawalpindi. A las 16:07 observadores del Scharnhorst avistaron el barco británico y menos de una hora después el acorazado había acortado distancias, por lo que pudo abrir fuego a las 17:03. Tres minutos después, una salva de sus cañones de 280 mm impactó en el puente del Rawalpindi, matando a su capitán y a casi todo su estado mayor. Durante el breve enfrentamiento, el buque británico se las apañó para hacerle un impacto al acorazado alemán, causándole daños menores de metralla.
Hacia las 17:16 el Rawalpindi estaba ardiendo y en proceso de hundimiento, por lo que el almirante Wilhelm Marschall, a bordo del Gneisenau, ordenó al Scharnhorst que recogiera a los supervivientes. Sin embargo, las operaciones de salvamento se vieron interrumpidas por la aparición del crucero HMS Newcastle, que provocó la rápida huida de los barcos alemanes, que después se sirvieron de las inclemencias del tiempo para marcharse rumbo sur, a través del Mar del Norte. Cuatro buques capitales aliados, los británicos Hood, Nelson y Rodney y el francés Dunkerque salieron en su persecución. Los alemanes alcanzaron Wilhelmshaven el 27 de noviembre, aunque en el camino los dos acorazados gemelos sufrieron daños importantes por culpa de la mar gruesa y los vientos. El Scharnhorst fue reparado en Wilhelmshaven, y mientras permanecía en el dique seco sus calderas fueron revisadas.

### OperaciónWeserübung
Tras completar las reparaciones el Scharnhorst realizó ejercicios de entrenamiento de artillería en el mar Báltico. Los abundantes hielos en el Báltico mantuvieron allí al acorazado hasta febrero de 1940, cuando pudo retornar a Wilhelmshaven, puerto al que arribó el día 5. Entonces fue asignado a las fuerzas participantes en la Operación Weserübung, nombre en clave de la invasión de Noruega y Dinamarca. El Scharnhorst y el Gneisenau fueron la fuerza de cobertura para los asaltos a Narvik y Trondheim, para lo que partieron de Wilhelmshaven la mañana del 7 de abril en compañía del crucero pesado Admiral Hipper. Sobre las 14:30 de ese día, los tres navíos cayeron bajo ataque de bombarderos británicos, aunque no recibieron ningún impacto. Los vendavales de esa noche les causaron algunos daños estructurales e inundaciones que contaminaron una parte de las reservas de fuel del Scharnhorst.
A las 09:15 de la mañana siguiente, el Admiral Hipper fue enviado a reforzar los destructores en Narvik, que habían informado de combates con unidades británicas. Temprano en la mañana del 9 de abril, los dos acorazados gemelos se toparon con el crucero de batalla británico HMS Renown. El Gneisenau tuvo contacto de radar a las 04:30, lo que llevó a colocar a las tripulaciones de ambos navíos en sus puestos de combate. Media hora después, el navegante del Scharnhorst avistó fogonazos de cañones: el Renown había abierto fuego contra el Gneisenau. Los alemanes devolvieron las andanadas tres minutos después. El Gneisenau recibió dos impactos en la primera parte del combate, uno de los cuales deshabilitó su torreta popel. El radar del Scharnhorst no funcionó adecuadamente, lo que le impidió atacar de manera efectiva al buque británico durante el combate. Sobre las 05:18 el crucero inglés cambió el fuego al Scharnhorst, aunque este maniobró para evitar los proyectiles. A las 07:15 los acorazados alemanes comenzaron a usar su velocidad superior para escapar de la persecución del Renown. La mar gruesa y la alta velocidad que emplearon los navíos germanos para escapar provocaron el embarque de agua en sus secciones delanteras. La torreta delantera del Scharnhorst quedó fuera de combate por las graves inundaciones y los problemas mecánicos con sus turbinas de estribor, por culpa de la excesiva velocidad, obligaron al navío a reducirla a 25 nudos (46 km/h).
El Scharnhorst y el Gneisenau habían alcanzado un punto al noroeste de las islas Lofoten (Noruega) sobre las 12:00 del día 9, a partir del cual pusieron rumbo oeste durante veinticuatro horas mientras se efectuaban reparaciones temporales. Tras todo un día navegando en dirección oeste, los buques viraron al sur y se reunieron con el Admiral Hipper el 12. Una aeronave de patrulla de la RAF los avistó ese mismo día, lo que precipitó un ataque aéreo. Sin embargo, los barcos alemanes se beneficiaron de la escasa visibilidad y llegaron indemnes a puerto más tarde esa jornada. Las reparaciones en el Scharnhorst se hicieron en los astilleros Deutsche Werke de Kiel y durante los mismos la catapulta de los hidroaviones que se había instalado en la torreta trasera fue retirada.
Ambos barcos dejaron Wilhelmshaven el 4 de junio para volver a Noruega, para lo que se unieron al Admiral Hipper y a cuatro destructores. El propósito de la salida era interrumpir los esfuerzos de los Aliados para reabastecer a los noruegos y así aliviar la presión sobre las tropas alemanas que combatían en Noruega. El 7 de junio el escuadrón se reunió con el petrolero Dithmarschen para repostar al Admiral Hipper y los cuatro destructores. Al día siguiente avistaron una corbeta británica y la hundieron junto con el petrolero Oil Pioneer. Entonces los alemanes hicieron despegar sus aeronaves Arado Ar 196 para localizar más barcos aliados. El Admiral Hipper y los destructores fueron enviados para hundir el Orama, un barco de pasajeros de 19 500 t, mientras que al Atlantis, un barco hospital, se le permitió continuar. El almirante Marschall destacó al Admiral Hipper y a los destructores para que repostaran en Trondheim, mientras que él podría navegar hasta la zona de Harstad.

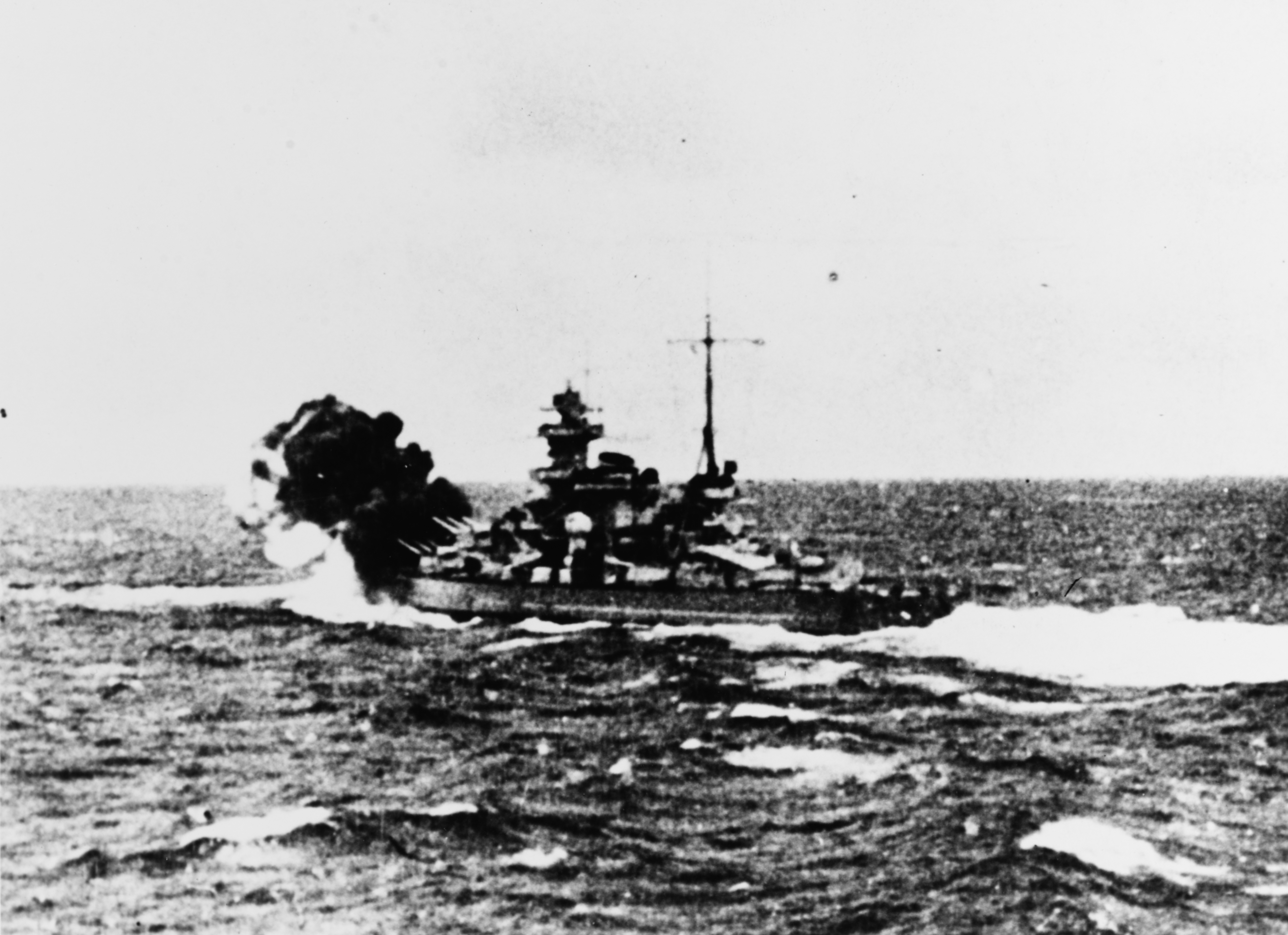
El Scharnhorst disparando su batería principal contra el HMS Glorious y sus escoltas el 8 de junio de 1940.

A las 17:45 los acorazados alemanes avistaron el portaaviones británico HMS Glorious y sus dos destructores de escoltas, el Ardent y el Acasta, a una distancia de unos 50 km. El Scharnhorst estaba más cerca y atacó primero. A los seis minutos de comenzar el ataque, este hizo su primer impacto desde una distancia de unos 24 100 m con un obús que golpeó en el hangar superior del portaaviones y desató un gran incendio. Menos de diez minutos después un proyectil del Gneisenau impactó en el puente y mató al capitán del Glorious. Los dos destructores intentaron ocultar al portaaviones con pantallas de humo, pero los navíos alemanes lo pudieron seguir con sus radares. Hacia las 18:26 el rango se había reducido hasta los 25 600 m y tanto el Scharnhorst como el Gneisenau ya disparaban andanadas completas contra el portaaviones. Tras una hora de cañoneo los buques alemanes hundieron el portaaviones y sus destructores de escolta, aunque, antes de desaparecer, el Acasta consiguió hacerle un impacto de torpedo al Scharnhorst a las 18:39 y hacer blanco en su torreta delantera con sus cañones QF de 120 mm, aunque esto último no provocó daños de importancia. Sin embargo, el torpedo sí que causó averías de mayor consideración, pues le abrió un agujero de catorce por seis metros que provocó el embarque de 2500 t de agua. La torreta trasera quedó deshabilitada y murieron 48 tripulantes. La inundación provocó una escora de 5°, incrementando el calado de la popa en un metro y forzando al Scharnhorst a reducir su velocidad a los 20 nudos (37 km/h). La maquinaria del barco sufrió averías graves por culpa del agua y el eje de la hélice de estribor fue destrozado. Los daños fueron graves y el acorazado tuvo que permanecer en Trondheim, en cuyo puerto lo esperaba el buque de apoyo logístico Huaskaran para realizar las reparaciones de emergencia.
Al día siguiente un aeroplano de reconocimiento del comando costero de la RAF avistó al barco, y el día 11 se desencadenó un ataque aéreo por parte de doce bombarderos Hudson que le dejaron caer 36 bombas perforantes de 103 kg de peso, pero ninguna hizo blanco. La Marina Real Británica se unió al ataque al Scharnhorst con el envío del acorazado Rodney y del portaaviones Ark Royal. El 13 de junio este último lanzó quince bombarderos en picado Skua, pero los cazas alemanes los interceptaron y derribaron ocho. Los otros siete sortearon las defensas y atacaron al barco, al que solo hicieron un impacto que no detonó. Las reparaciones preliminares terminaron el 20 de junio y permitieron al barco retornar a Alemania en medio de una fuerte escolta. Estando en ruta, el día 21, los británicos intentaron otros dos ataques aéreos, compuesto el primero por seis torpederos Swordfish y el segundo por nueve bombarderos Beaufort, aunque todos fueron dispersados por el fuego antiaéreo y los cazas. Los alemanes interceptaron tráfico de radio británico que indicaba que la Marina Real estaba en el mar, lo que llevó al Scharnhorst a navegar a Stavanger. Las fuerzas navales británicas llegaron a una distancia de 65 km de la posición del acorazado cuando este viró a Stavanger, aunque al día siguiente el acorazado dejó la ciudad noruega para poner rumbo a Kiel, donde comenzaron unas reparaciones que durarían seis meses.

### OperaciónBerlín
Completadas sus reparaciones, el Scharnhorst volvió a realizar pruebas en el Báltico antes de retornar a Kiel en diciembre. Allí se unió a su inseparable Gneisenau en preparación de la Operación Berlín, una incursión en el Océano Atlántico diseñada para causar estragos en las rutas de los buques mercantes aliados. Fuertes tormentas causaron daños en el Gneisenau, aunque el Scharnhorst salió indemne. Ambos barcos se vieron obligados a permanecer en puerto durante la tormenta: el Scharnhorst fue a Gotenhafen y el Gneisenau a Kiel para reparaciones, las cuales finalizaron rápidamente. El 22 de enero de 1941 ambos acorazados, bajo mando del almirante Günther Lütjens, dejaron puerto en dirección al Atlántico Norte. Fueron detectados en el estrecho Skagerrak y las unidades pesadas de la Home Fleet británica partieron para cubrir el paso entre las islas Feroe e Islandia. Los radares alemanes detectaron a los enemigos a mucha distancia, lo que permitió a Lütjens evadirlos con la ayuda de una tormenta. Para el 3 de febrero, ambos acorazados habían esquivado la última patrulla de cruceros británicos y habían irrumpido en el Atlántico.

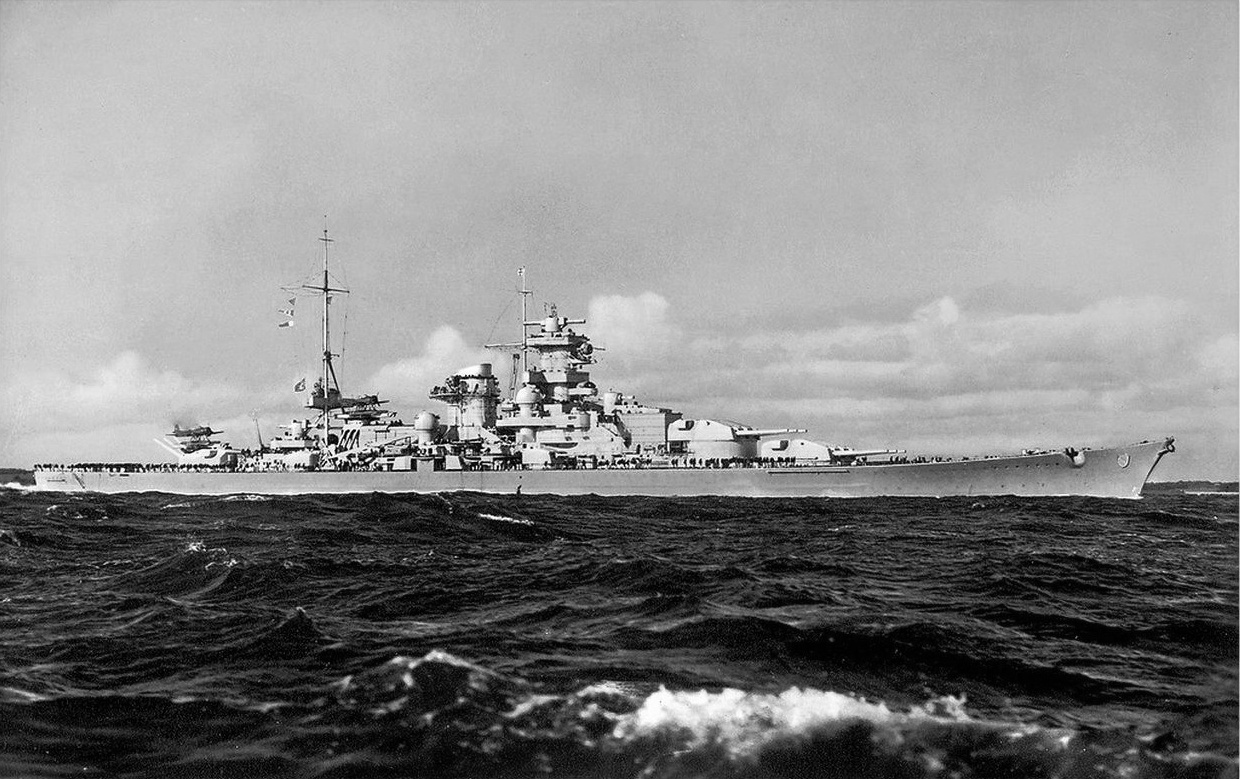
El Scharnhorst en pruebas de mar. (1939).

El 6 de febrero repostaron del petrolero Schlettstadt al sur del cabo Farewell. Poco antes de las 08:30 del 8 de febrero los observadores avistaron el convoy HX-106, que iba escoltado por el acorazado Ramillies. Las órdenes prohibían a Lütjens atacar buques capitales aliados, por lo que el ataque fue cancelado. A pesar de ello, el comandante del Scharnhorst, capitán de navío Hoffmann, se acercó hasta los 23 000 m en un intento por atraer al Ramillies para que el Gneisenau atacara el convoy. Lütjens le ordenó volver junto al buque insignia inmediatamente. Continuaron su rastreo hacia el noroeste, y el día 22 de febrero avistaron un convoy, pero este se dispersó ante la presencia de los acorazados. El Scharnhorst logró hundir un único barco, el petrolero de 6000 t Lustrous.
Puesto que los navíos supervivientes del convoy habían enviado señales de socorro, Lütjens decidió entonces trasladarse a una nueva área. Eligió la ruta de convoyes Ciudad del Cabo-Gibraltar y se posicionó al noroeste de Cabo Verde. Los dos navíos alemanes encontraron otro convoy, escoltado por el acorazado Malaya, el 8 de marzo, pero Lütjens prohibió de nuevo el ataque. A pesar de ello, siguió al convoy y dirigió a los U-boots para atacarlo, dos de los cuales hundieron un total de 28.488 t de arqueo en la noche del 8 al 9 de marzo. El Malaya se dirigió hacia los acorazados y se aproximó hasta una distancia de 24 km, dentro del rango de los cañones alemanes, pero Lütjens se negó a involucrarse en el combate. En su lugar ordenó poner proa hacia el centro del Atlántico, donde el Scharnhorst hundió el carguero griego Marathon. El 12 de marzo ambos buques de guerra repostaron de los petroleros Uckermark y Ermland.
El 15 de marzo el par de acorazados, en compañía de los dos petroleros, encontraron y dispersaron un convoy en el centro del Atlántico, aunque el Scharnhorst hundió dos buques. Varios días después localizaron el cuerpo principal del convoy, por lo que el Scharnhorst pudo hundir siete barcos más que totalizaban 27 277 t. Uno de los barcos supervivientes radió la localización de los barcos alemanes y se convocó en su persecución a los poderosos acorazados británicos Rodney y King George V. Como en ocasiones anteriores el Scharnhorst y el Gneisenau emplearon su superior velocidad para escapar en medio de una tormenta, aunque la intervención de los acorazados ingleses convenció a Lütjens que las posibilidades de obtener más éxitos eran pequeñas. Por ello decidió poner rumbo a Brest, en la Francia ocupada, a donde los barcos llegaron el 22 de marzo. A lo largo de la operación el Scharnhorst tuvo problemas en sus calderas, y los trabajos en estas se alargaron hasta julio, lo que impidió que actuara junto al nuevo acorazado Bismarck en la Operación Rheinübung en mayo de 1941.

### Ataque aéreo del 24 de julio de 1941

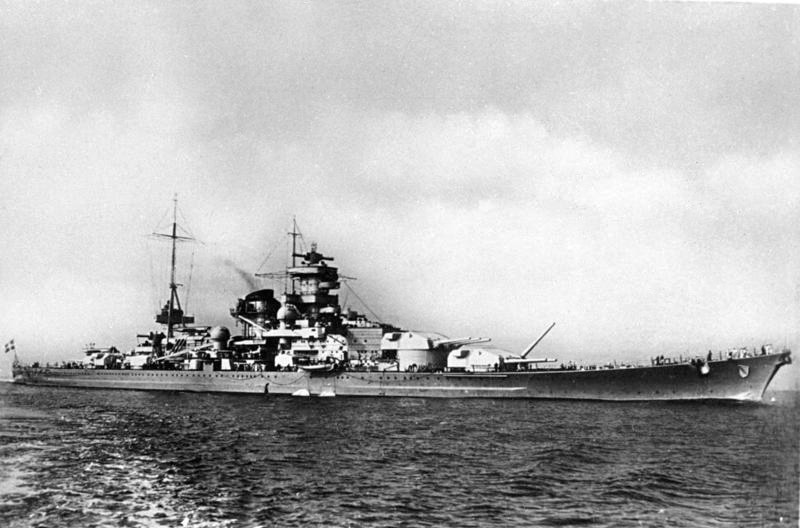
El Scharnhorst en 1939.

Tras la finalización de las reparaciones en julio el Scharnhorst se trasladó al puerto de La Pallice, en La Rochelle, para realizar pruebas el día 21, donde demostró navegar con facilidad a 30 nudos. El 24 de julio bombarderos B-17 y B-24 de la RAF atacaron al acorazado mientras estaba allí anclado. Los atacantes acertaron cinco impactos en una línea casi recta en la banda de estribor, paralela a la línea de crujía. Tres eran bombas perforantes de 454 kg de peso y las otras dos bombas altamente explosivas de 227 kg. Una de estas últimas cayó en la cubierta, poco delante de la torreta gemela de 150 mm de estribor, junto a la torre de mando. Atravesó las cubiertas superior e intermedia antes de explotar en la cubierta acorazada principal, que contuvo la detonación. Las juntas del mamparo antitorpedos se debilitaron y se abrieron vías. La segunda bomba de 227 kg impactó delante de la torreta trasera y penetró las dos primeras cubiertas antes de explotar también en la cubierta principal y abrirle un pequeño agujero. La metralla de la explosión causó daños y deshabilitó los elevadores de la munición de los cañones antiaéreos de 37 mm.
Dos de las bombas perforantes de 454 kg hicieron blanco en el centro del buque, entre las torretas de 150 y 105 mm, aunque ambas atravesaron por completo el acorazado sin explotar. La primera pasó todas las cubiertas y salió a través del doble fondo, mientras que la otra fue desviada por el mamparo antitorpedos y penetró el casco bajo el cinturón blindado. La tercera de estas bombas pesadas cayó a popa de la torreta trasera de 280 mm, a unos tres metros de la borda del buque. No detonó y atravesó todo el lateral del casco que no estaba protegido por el cinturón blindado. Estos tres impactos causaron importantes inundaciones y una escora de 8° a estribor. Las torretas delantera y trasera quedaron temporalmente fuera de servicio, junto con la mitad de las baterías antiaéreas. Murieron dos tripulantes y resultaron heridos quince. Los equipos de control de daños corrigieron la escora con la contrainundación, aunque ello repercutió en un aumento del calado en un metro, y el Scharnhorst pudo salir hacia Brest a las 19:30. En la mañana del 25 de julio uno de sus destructores de escolta derribó un avión de patrulla británico. El acorazado arribó al puerto de Brest a última hora de ese día y entró en dique seco para reparaciones. Mientras se solucionaban los daños se le instaló un nuevo sistema de radar a popa, la potencia para el radar de proa se incrementó hasta los 100 kW y se colocaron los tubos lanzatorpedos de 533 mm.

### OperaciónCerberus
El 12 de enero de 1942, el Mando Naval Alemán, en una conferencia con Hitler, tomó la decisión de trasladar el Scharnhorst, el Gneisenau y el crucero pesado Prinz Eugen a Alemania. La intención era desplegar los barcos en Noruega para interceptar los convoyes aliados a la Unión Soviética. El llamado «Cruce del canal», de nombre en código Operación Cerberus, debía evitar el cada vez más efectivo radar aliado y los aviones patrulla del Atlántico. El vicealmirante Otto Ciliax, que fue primer comandante del Scharnhorst, recibió el mando de la operación. A principios de febrero, dragaminas alemanes barrieron una ruta a través del Canal de la Mancha y los británicos no detectaron su actividad.
A las 23:00 del 11 de febrero el Scharnhorst, el Gneisenau y el Prinz Eugen dejaron Brest y entraron en el canal una hora después navegando a 27 nudos y sin perder de vista la costa francesa. Como el submarino que estaba encargado de vigilar el puerto francés se había retirado para recargar sus baterías, los británicos no se percataron de su salida. A las 06:30 pasaron Cherburgo, donde se les unió una flotilla de torpederos. Esta flotilla estaba liderada por el capitán Erich Bey, a bordo del destructor Z29. El general de la Fuerza de Cazas Adolf Galland dirigió los cazas y bombarderos de la Luftwaffe durante la Cerberus, en lo que ellos llamaron Operación Donnerkeil. Los cazas volaron en su techo para evitar ser detectados por la red de radares ingleses, mientras que los oficiales de enlace estuvieron a bordo de los tres grandes navíos. Aviones alemanes llegaron más tarde para interferir y burlar los radares enemigos. Hacia las 13:00 los barcos habían despejado el Paso de Calais, pero media hora después una formación de seis torpederos Fairey Swordfish al mando del capitán de corbeta Eugene Esmonde con una escolta de cazas Supermarine Spitfire atacó a los alemanes. Los británicos no pudieron con el escudo de cazas germanos y todos los Swordfish fueron derribados.
A pesar de ello, el Scharnhorst no pudo completar el cruce ileso. A las 15:31 golpeó una mina magnética que había sido dejada caer desde un avión en la desembocadura del Scheldt. Explotó a la altura de la torreta delantera y dañó los interruptores del circuito del barco y apagó el sistema eléctrico durante 20 minutos. La conmoción de la explosión causó daños serios: la torreta Bruno quedó atascada, al igual que los montajes simples y dobles de 150 mm de estribor. También dañó las bombas de fueloil y los cojinetes de los turbogeneradores, deteniendo el acorazado. El corte de la energía deshabilitó el corte de emergencia para las calderas y las turbinas, que no pudieron apagarse hasta el restablecimiento de la misma. La explosión abrió una gran vía en el lateral del casco por la que embarcaron 1220 t de agua que anegaron treinta espacios del interior de los cinco principales compartimentos estancos. El acorazado quedó escorado un grado y hundido un metro por proa.

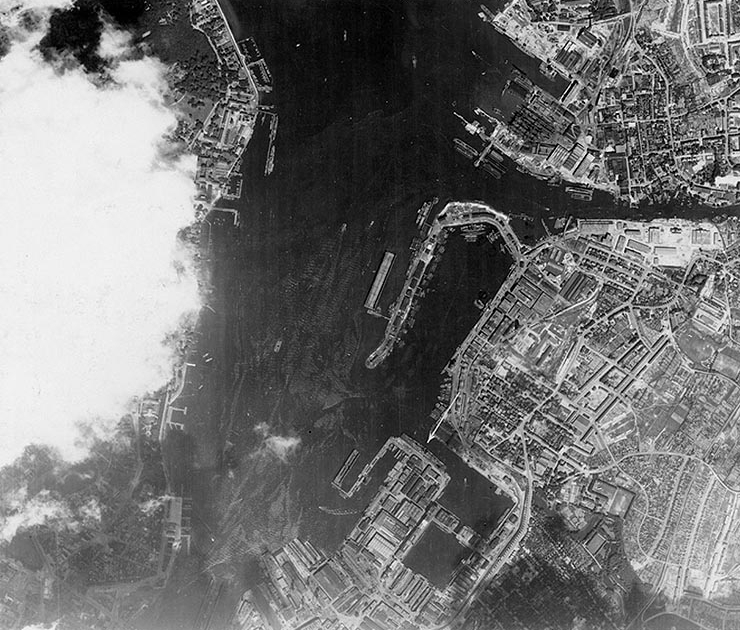
Fotografía de reconocimiento aéreo que muestra al Scharnhorst en Kiel tras la Operación Cerberus (está señalado con una flecha blanca).

Mientras el buque estaba inmovilizado el almirante Ciliax fue transferido al Z29. Los tripulantes de la sala de máquinas arreglaron la primera turbina a las 15:49, veinte minutos después de la explosión de la mina. La segunda y tercera turbinas estuvieron operativas a las 15:55 y 16:01, respectivamente, con lo que se pudo aumentar la velocidad a los 27 nudos. Hasta que la turbina fue puesta en activo, un bombardero dejó caer varias bombas a unos noventa metros a babor del acorazado, aunque no provocó daños. De nuevo en marcha, el Scharnhorst fue atacado por doce bombarderos Beaufort durante diez minutos, aunque fueron rechazados por el fuego antiaéreo y los cazas de Galland. Los británicos intentaron varias ofensivas ineficaces, pero pusieron al rojo vivo los cañones antiaéreos del Scharnhorst, uno de los cuales reventó por el esfuerzo.
El acorazado volvería a impactar contra una mina en su lado de estribor frente a la isla Terschelling a las 22:34. La mina apagó brevemente la energía del buque y deshabilitó por poco tiempo los timones. Dos de las tres turbinas se bloquearon, y la tercera hubo de ser apagada. Otras 300 t de agua inundaron cuatro compartimentos estancos. Solo la hélice central se mantuvo operativa, con lo que la velocidad quedó limitada a diez nudos. Se restauró parcialmente la energía a la turbina de estribor, aumentando la velocidad a 14 nudos. La detonación había dañado también la estructura rotativa de las torretas y bloqueado tres baterías de 150 mm. Hacia las 08:00 el Scharnhorst por fin alcanzó la bahía del río Jade, aunque el hielo le impidió anclar en Wilhelmshaven hasta mediodía. Mientras esperaba frente a este puerto el almirante Ciliax retornó al acorazado. Dos días después, el barco se desplazó a Kiel para reparaciones en un dique seco flotante que duraron hasta julio de 1942. Tras estas, se realizaron las pertinentes pruebas de mar en el Báltico, en las que se reveló la necesidad de reemplazar algunos tubos de sus calderas.

### Despliegue en Noruega
A principios de agosto de 1942 el Scharnhorst llevó a cabo ejercicios en colaboración con varios submarinos. Durante las maniobras chocó con el submarino U-523, lo que le provocó desperfectos que necesitaron de su entrada en dique seco. Completadas las reparaciones en septiembre, volvió a realizar pruebas en el Báltico. El acorazado se desplazó a Gotenhafen a fines de octubre para que le fuera instalado un nuevo timón con un diseño creado según las lecciones aprendidas tras los torpedeos del Prinz Eugen y el Lützow, ambos atacados a principios de ese año. Los problemas en sus calderas y turbinas mantuvieron al barco en Alemania por lo que restaba de 1942, pues en diciembre solo dos de sus tres ejes estaban en funcionamiento y necesitaba de una completa revisión de su sistema de propulsión. En enero de 1943 el Scharnhorst volvía a estar operativo, y tras las pruebas de rigor, partió de Alemania el día 7 en compañía del Prinz Eugen y cinco destructores. Sin embargo, noticias sobre la importante actividad en los aeródromos británicos cercanos a la costa llevó a la formación naval alemana a regresar a puerto, situación que se volvió a repetir poco después. A pesar de ello, el 8 de marzo el mal tiempo dejó en tierra a los bombarderos británicos, lo que aprovecharon el Scharnhorst y cuatro destructores para viajar a Noruega. Una fuerte tormenta frente a Bergen obligó a los destructores a buscar refugio, aunque el mayor tamaño del Scharnhorst le permitió continuar a una velocidad de 17 nudos. A las 16:00 del 14 de marzo el acorazado echó el ancla en la Bahía Bogen, frente a Narvik, donde ya estaban el Lützow y el acorazado Tirpitz.
Una semana después los tres navíos navegaron hasta el fiordo de Alta para reparar los daños que les habían causado las tormentas. A principios de abril el Scharnhorst, el Tirpitz y nueve destructores realizaron una misión de entrenamiento en la isla del Oso en el océano Ártico. El día 8 de ese mes se produjo una seria explosión en el interior del Scharnhorst, localizada en la sala de máquinas auxiliares de popa, sobre la cubierta acorazada. La explosión hirió o mató a treinta y cuatro hombres y obligó a la tripulación a inundar los pañoles de munición de la torreta César para prevenir su explosión. Un buque de apoyo logístico reparó los desperfectos en dos semanas, aunque los barcos de guerra alemanes no pudieron realizar más operaciones en los siguientes seis meses por la escasez de combustible. El Scharnhorst se tuvo que limitar a conducir cortas maniobras de entrenamiento.
Para el 6 de septiembre, el Scharnhorst, el Tirpitz y los nueve destructores pudieron salir del fiordo de Alta para una operación ofensiva llamada operación Sicilia destinada a bombardear la isla de Spitzbergen. Durante esta misión el Scharnhorst destruyó una batería de dos cañones de 76 mm, tanques de fuel, minas de carbón e instalaciones portuarias y militares. De particular importancia era la estación meteorológica que estaba transmitiendo una información a los Aliados con la que estos programaban sus convoyes a la Unión Soviética. Los destructores desembarcaron 1000 soldados que empujaron a la guarnición noruega a las montañas, con lo que se pudo completar la misión sin grandes pérdidas. El 22 de septiembre un par de minisubmarinos X-Craft británicos atacaron y dañaron de importancia al Tirpitz, lo que redujo la Fuerza Especial Ártica al Scharnhorst y cinco destructores de escolta.

### Batalla de Cabo Norte
Con el rápido deterioro de la situación militar para el ejército alemán en el Frente Oriental, se hizo cada vez más importante interrumpir el flujo de suministros de los aliados occidentales a la Unión Soviética. Para diciembre de 1943, la Wehrmacht estaba obligada a una retirada continua. La Luftwaffe había sido mermada tras cuatro largos años de guerra y la mejora de las capacidades antisubmarino de los Aliados había degradado la efectividad de los U-boot. La única arma efectiva a disposición de los alemanes en Noruega era el acorazado Scharnhorst, pues el Tirpitz había resultado gravemente dañado y los cuatro cruceros pesados restantes fueron requeridos en el Báltico. Durante una conferencia con Adolf Hitler entre el 19 y el 20 de diciembre el Großadmiral Karl Dönitz decidió emplear el Scharnhorst contra el siguiente convoy aliado que se le presentase. Erich A. Bey, para entonces contralmirante, fue designado comandante de la fuerza especial.
El 22 de diciembre Dönitz ordenó a Bey estar preparado para hacerse a la mar. Más tarde ese día, una aeronave de reconocimiento localizó un convoy de unos veinte transportes escoltado por destructores y cruceros a unos 740 km al oeste de Tromsø. El convoy fue avistado otra vez dos días después, cuando se determinó que iba rumbo a la Unión Soviética. Un U-boot informó de la localización exacta del mismo a las 09:00 del 25 de diciembre, por lo que Dönitz ordenó al Scharnhorst que entrara en acción. En sus instrucciones a Bey, Dönitz le aconsejó abandonar el combate si se encontraba con fuerzas superiores. Bey planeó atacar al convoy a las 10:00 del 26 de diciembre si las condiciones eran favorables. En esa época del año y en esas latitudes solo había 45 minutos de plena luz diurna y seis horas de crepúsculo, lo que limitaba la libertad operacional de Bey. Los alemanes estaban preocupados por los desarrollos en los radares de dirección de tiro de los aliados, que permitían a los británicos disparar con gran efectividad en la oscuridad. Las capacidades de los radares germanos estaban a la zaga de sus enemigos.

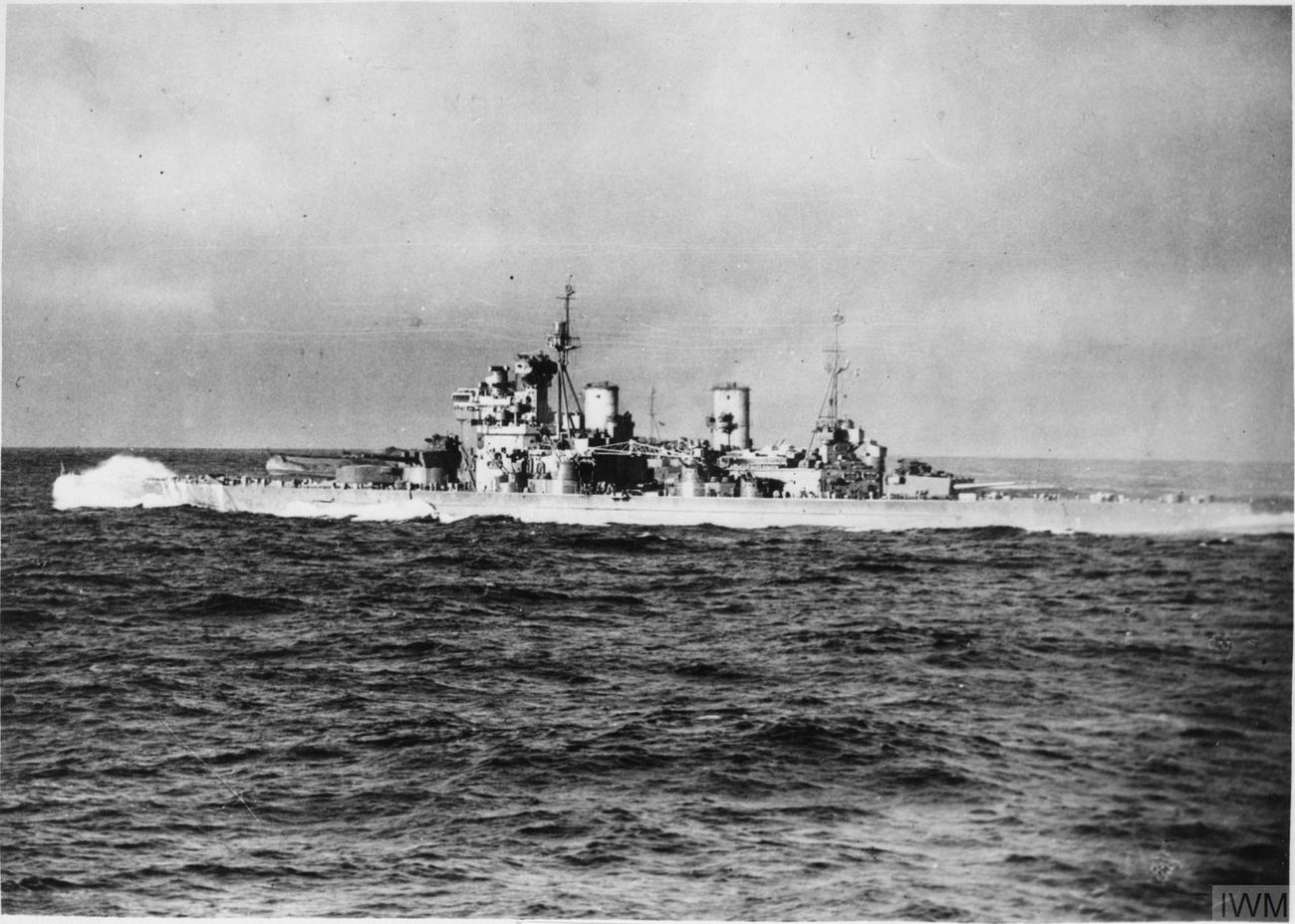
El Duke of York en el Ártico escoltando un convoy.

El Scharnhorst y sus cinco destructores dejaron puerto sobre las 19:00 y estaban en mar abierto una hora después. A las 03:19, Bey recibió instrucciones del Comando de la Flota sobre que su nave debería combatir sola si la mar encrespada interfería la capacidad de los destructores para disparar. Sin el conocimiento de los alemanes, los británicos estaban oyendo sus transmisiones de radio y los almirantes Robert Burnett y Bruce Fraser estaban al tanto de todo, por lo que pudieron prepararse para responder. A las 07:03 el Scharnhorst se encontraba a unos 74 km al suroeste de la isla del Oso, donde viró para colocarse en posición de ataque. Burnett, comandante de los cruceros Norfolk, Belfast y Sheffield que escoltaban al convoy JW 55B, dispuso sus naves entre el convoy y la dirección por la que esperaba que apareciera el acorazado alemán. Fraser, a bordo del acorazado Duke of York y junto a un crucero y cuatro destructores, se desplazó a una posición al suroeste del Scharnhorst para bloquear un posible intento de huida.
Una hora después de virar Bey desplegó sus destructores en línea protegiendo el Scharnhorst, que permaneció 19 km detrás. Media hora después, los altavoces del acorazado llamaron a la tripulación a ocupar sus puestos de combate. A las 08:40, el Belfast detectó al navío alemán en su radar, aunque los alemanes todavía no los habían detectado a ellos, pues habían apagado su radar para impedir que los británicos recogieran las señales. A las 09:21 los observadores del Belfast avistaron al Scharnhorst a unos 11 000 m. Tres minutos después, el crucero abrió fuego, seguido a los dos minutos por el Norfolk. El acorazado alemán disparó una salva de su torreta César antes de virar y aumentar la velocidad para romper contacto con los cruceros. Recibió dos impactos de obuses de 203 mm: el primero no explotó y apenas causó daños, pero el segundo hizo blanco en los telémetros delanteros y destruyó la antena del radar. El radar trasero, que poseía un limitado arco hacia delante, era el único operativo del acorazado.
El Scharnhorst giró al sur tratando de evitar los cruceros, pero los efectivos radares británicos impidieron el éxito de la maniobra de Bey. Hacia las 12:00, el navío alemán se hallaba al noreste del convoy, pero el Belfast había restablecido el contacto de radar con él. Los cruceros tardaron veinte minutos en acortar distancias y abrir fuego de nuevo. El Scharnhorst detectó a los cruceros con su radar trasero y disparó con sus baterías principales antes de alejarse por segunda vez. Poco antes de las 12:25, el acorazado germano impactó al Norfolk con dos proyectiles de 280 mm, el primero de los cuales dio en su superestructura delantera y deshabilitó su radar de tiro. El segundo golpeó en su barbeta X y averió la torreta. Entonces, el Scharnhorst viró nuevamente e incrementó su velocidad con la esperanza de perder a los cruceros y encontrar al convoy. Burnett optó por mantener la distancia y perseguirlo con el radar mientras Fraser entraba en escena con el Duke of York. Mientras tanto, los cinco destructores alemanes continuaron buscando el convoy, pero sin éxito. Sobre las 13:15, Bey decidió volver a la base y a las 13:43 despidió a los destructores ordenándoles regresar a puerto.

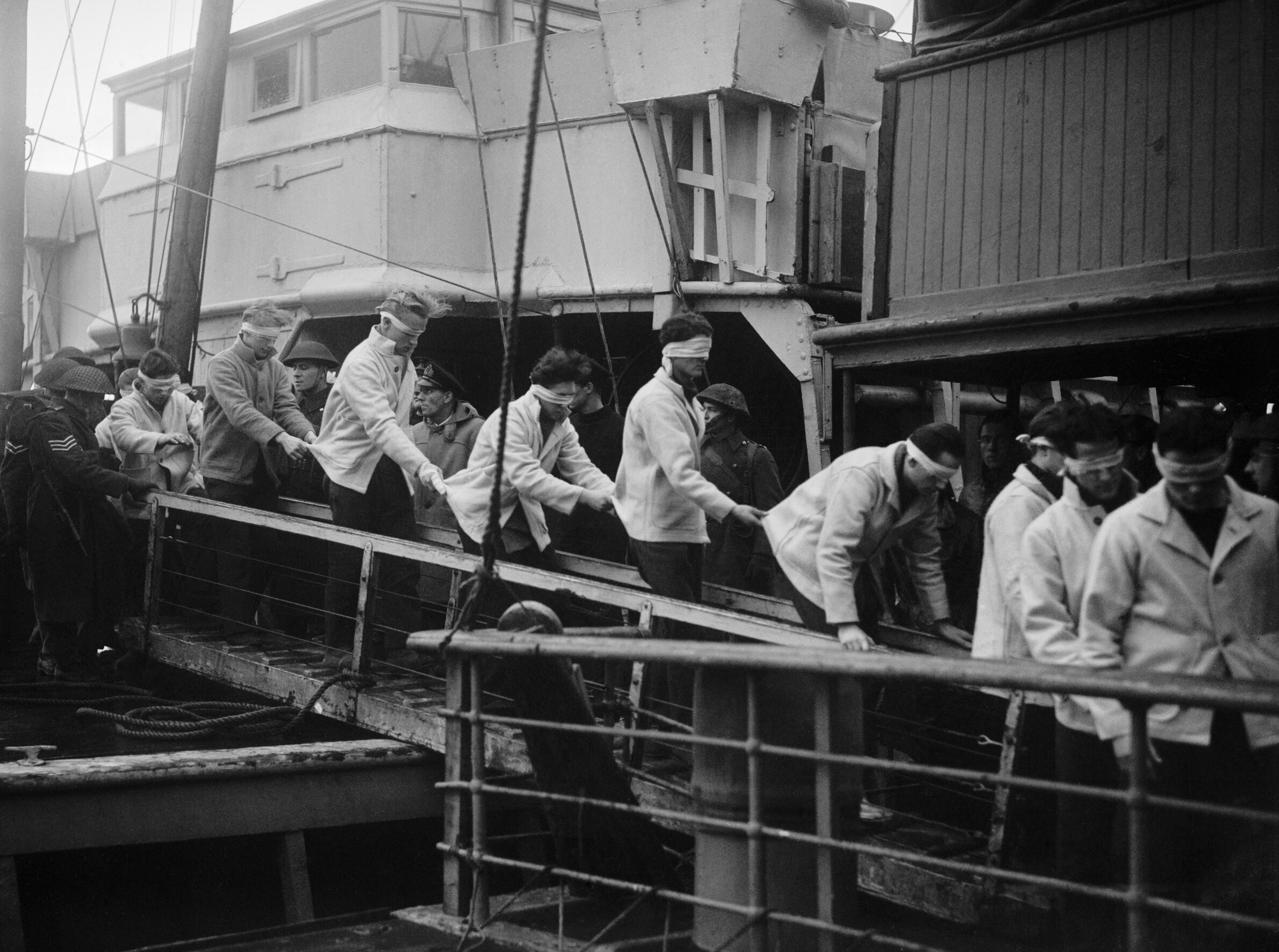
Supervivientes del Scharnhorst desembarcando en Scapa Flow el 2 de enero de 1944.

Sobre las 16:17 el Duke of York tuvo contacto de radar con el Scharnhorst y media hora después el Belfast iluminó al acorazado germano con bengalas. En torno a las 16:50 el Duke of York abrió fuego desde unos 11 000 m y enseguida recibió respuesta del Scharnhorst. Cinco minutos después de iniciar el intercambio de cañonazos uno de los proyectiles británicos de 356 mm hizo blanco en la nave alemana frente a su torreta delantera, atascando sus engranajes y dejándola fuera de combate. La metralla inició un incendio en el pañol de municiones, lo que obligó a inundarlo para prevenir su explosión. La torreta Bruno fue rápidamente drenada, por lo que el barco estaba ahora combatiendo solo con dos tercios de su batería principal. Poco después, otro obús de 356 mm impactó en el conducto de ventilación conectado a la torreta Bruno, por lo que esta se llenaba de nocivos gases volátiles cada vez que se abría la culata del cañón. Un tercer proyectil dio en la cubierta cerca de la torreta César y provocó algunas inundaciones, mientras que su metralla mató a varios tripulantes. A las 17:30 los obuses hicieron blanco en las torretas traseras de 150 mm y destruyeron ambas.
Alrededor de las 18:00, otro proyectil de 356 mm impactó a estribor, pasó a través del delgado cinturón blindado superior y explotó en la sala de la caldera número 1, causando daños muy graves y provocando la reducción de la velocidad del acorazado a los 8 nudos. Unas reparaciones temporales permitieron volver a navegar a 22 nudos y aumentar la distancia con el Duke of York en 5000 m, al tiempo que lo ahorquillaban con varias andanadas. La metralla de los proyectiles del Scharnhorst llovió sobre el acorazado británico y deshabilitó su control de incendios.
A las 18:42 el Duke of York cesó el fuego tras haber disparado cincuenta y dos salvas y acertado al menos trece impactos, pero el Scharnhorst se estaba alejando. Muchos de estos impactos habían diezmado las baterías secundarias del barco, por lo que Fraser ordenó atacar a los destructores. Los destructores Scorpion y Stord lanzaron un total de ocho torpedos a las 18:50, y la mitad hicieron blanco en la nave alemana. El primero explotó junto a la torreta Bruno y la atascó. El segundo dio a estribor y causó pequeñas inundaciones, y el tercero impactó a popa del acorazado y dañó su hélice de babor. El cuarto alcanzó la proa. Estos torpedos redujeron la velocidad del Scharnhorst a 12 nudos, lo que permitió al Duke of York aproximarse hasta 9100 m. Con solo la torreta César operativa, todos los hombres del Scharnhorst disponibles fueron enviados a traer la munición de las torretas delanteras para así mantener el suministro del último cañón pesado funcional. Fraser ordenó entonces al Jamaica y al Belfast entrar en rango y acabar con la paralizada nave enemiga con torpedos. Tras varios impactos, el Scharnhorst se hundió más y comenzó a escorar a estribor. Sobre las 19:45, el acorazado germano se hundió por proa mientras sus hélices aún giraban lentamente. Los barcos británicos comenzaron a buscar supervivientes, pero pronto se les ordenó marcharse, cuando solo unos pocos alemanes habían sido rescatados y todavía se oían en la oscuridad las voces de los que pedían auxilio. De una tripulación de 1968 hombres solo sobrevivieron 36.

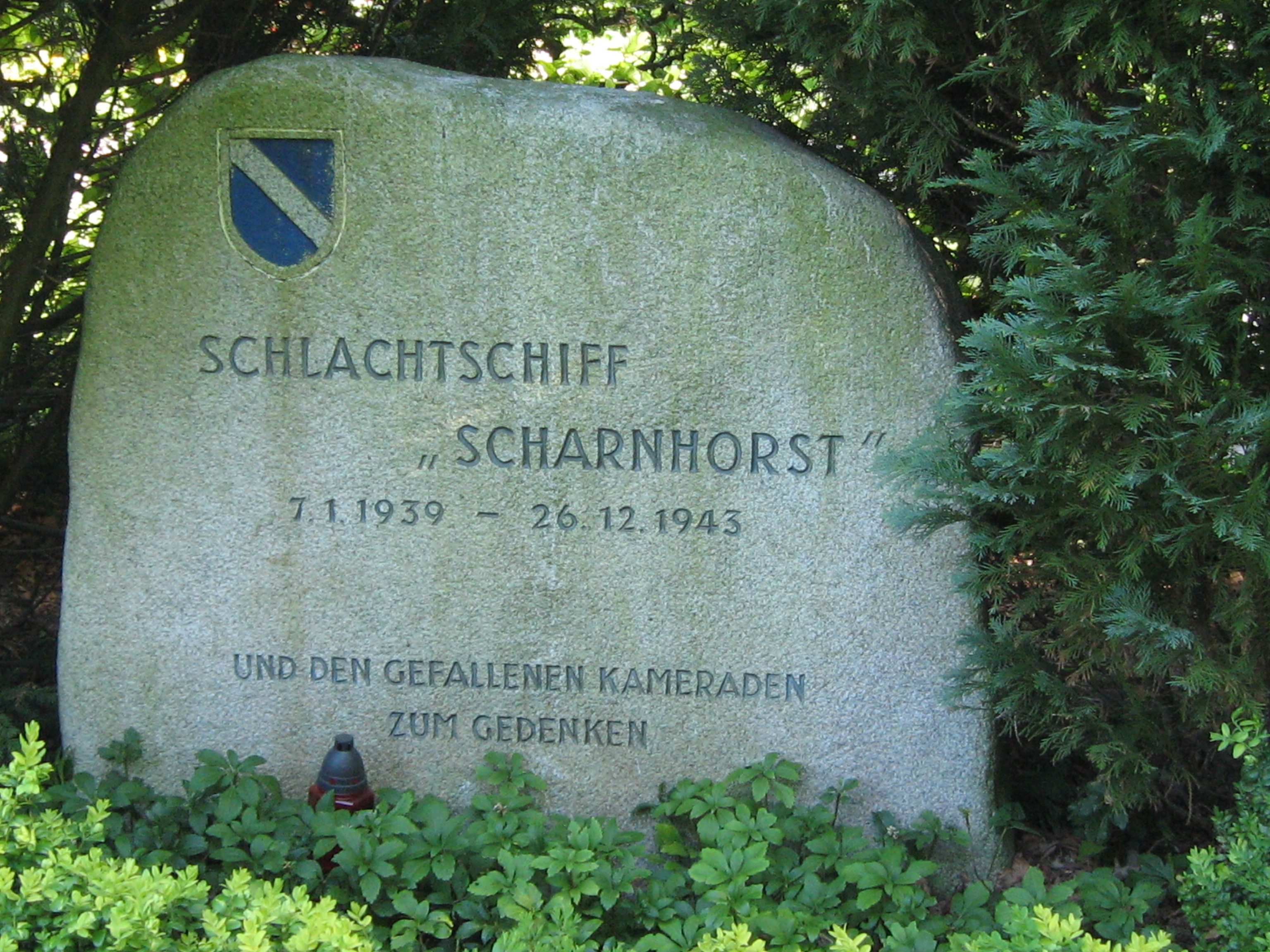
Lápida en memoria de la tripulación del Scharnhorst, ubicada en Wilhelmshaven.

## Descubrimiento del pecio
En septiembre del año 2000 comenzó una expedición conjunta entre la BBC, la NRK y la Armada Real de Noruega para encontrar el pecio del Scharnhorst. El buque de investigación submarina Sverdrup II, operado por el Instituto Noruego de Investigación de Defensa, fue usado para explorar el fondo marino. Tras localizar un gran objeto sumergido, el equipo de investigación usó el buque de recuperación submarina Tyr de la Armada Noruega para examinarlo visualmente. El pecio fue identificado por un ROV el 10 de septiembre tras encontrar armamento coincidente con el del acorazado alemán.
El barco reposa a unos 290 m de profundidad, completamente volteado, quilla arriba y restos a su alrededor entre los que se han identificado el mástil principal y los telémetros. Son evidentes los graves daños causados por los proyectiles y los torpedos. La proa, que está arrancada presumiblemente por la explosión de los pañoles de las torretas delanteras, se halla en medio de una maraña de acero a bastante distancia del resto del casco.